# Kergon
Kergon is een bestuurslaag in het regentschap Pekalongan van de provincie Midden-Java, Indonesië. Kergon telt 6596 inwoners (volkstelling 2010).